# Erik Nystuen
Erik Nystuen (Kongsvinger, 20 febbraio 1957) è un allenatore di calcio ed ex calciatore norvegese, di ruolo attaccante.

## Biografia
È il padre di Espen Nystuen, anch'egli calciatore professionista.

## Carriera
Nystuen è il miglior marcatore della storia del Kongsvinger, per cui ha messo a segno 160 reti. Ha giocato in squadra tra gli anni '70 e gli anni '80, contribuendo alla promozione del Kongsvinger in 1. divisjon, all'epoca massima divisione del campionato norvegese. Ha esordito in 1. divisjon in data 24 aprile 1983, schierato titolare nel pareggio casalingo per 2-2 contro il Lillestrøm: nella stessa partita, ha trovato una rete in favore della sua squadra. Ha totalizzato 97 presenze e 24 reti nella massima divisione norvegese. Nystuen si è ritirato dall'attività agonistica nel 1987.
Nel 2001, è stato chiamato ad allenare il Kongsvinger.